# Orphnus rufithorax
Orphnus rufithorax är en skalbaggsart som beskrevs av Eugène Benderitter 1914. 
Orphnus rufithorax ingår i släktet Orphnus och familjen Orphnidae. Inga underarter finns listade i Catalogue of Life.